# I. Henrik angol király
I. Henrik (1068 szeptembere – 1135. december 1.) Anglia királya 1100-tól haláláig.
Henrik Hódító Vilmos negyedik fia volt. Neveltetése során megtanult latinul írni-olvasni, és valamennyire a szabad művészetekbe is beavatták, ezért a későbbi krónikák Henry Beauclerc („Könyves Henrik”) névvel illették. Apja halála után két bátyja örökölte országait: az idősebbik Róbert a Normandiai Hercegséget, Rufus Vilmos pedig Angliát. Henrik birtok nélkül maradt, de később megvásárolta Róberttől Cotentin grófságát. Miután egy ideig viszálykodó bátyjai között lavírozott, végleg Vilmos mellett kötelezte el magát. Henrik jelen volt, amikor 1100-ban Vilmos egy vadászbalesetben meghalt, és utána sietve Anglia királyává koronáztatta magát. Feleségül vette a skót király lányát, Matildot, akitől két gyereke született; emellett számos szeretőt tartott, akik több mint húsz törvénytelen gyerekkel ajándékozták meg.
Róbert nem ismerte el Henrik megkoronázását. A két fivér fegyveres viszálykodásának az 1106-os tinchebrayi csata vetett véget, ahol Henrik foglyul ejtette Róbertet, és utána élete végéig fogságban tartotta. A szomszédos uralkodók (Anjou és Flandria grófjai, valamint a francia király) azonban Róbert fiát, Clito Vilmost ismerték el Normandia törvényes hercegének, ezért a következő évtizedekben fel-fellángolt a háború a szomszédokkal.
Keménykezű, néha kegyetlen, de hatékony uralkodónak tartották, aki ügyesen építette ki hatalmi bázisát, és a háborúk során meg tudta osztani ellenségeit. Angliában a meglévő angolszász hagyomány alapjain továbbfejlesztette az igazságszolgáltatási rendszert, javított a közigazgatás és az adóbeszedés hatékonyságán. Henrik támogatta az egyház Gergely-féle megreformálását, de az invesztitúra kérdésében konfliktusba keveredett a nemzeti egyház fejével, Anselm canterburyi érsekkel.
Egyetlen törvényes fia, Vilmos Adelin 1120-ban vízbe fulladt. Henrik lányát, Matild özvegy császárnét jelölte ki örököséül, aki ezután Anjou grófjához, Geoffroyhoz ment feleségül. Henrik 1135. december 1-jén halt meg, de tervei ellenére nem Matild örökölte a trónt, hanem unokaöccse, Blois-i István koronáztatta magát királlyá, ami közel két évtizedes polgárháborúhoz vezetett.

## Ifjúsága

### Származása és gyerekkora, 1068–86
Henrik feltehetőleg 1068 nyarán vagy az év utolsó heteiben született. Valószínűsíthető születés helye a yorkshire-i Selby városa. A források bizonytalansága miatt azonban az sem kizárható, hogy születése 1069 elejére esik. Apja Normandiai Vilmos volt, eredetileg Normandia hercege, aki két évvel Henrik születése előtt meghódította Angliát. Az invázió során létrejött egy anglo-normann arisztokrácia, amelynek a La Manche-csatorna mindkét partján voltak birtokai. A nemesség Franciaországgal is szoros kapcsolatokat ápolt (Normandia hercege elvben a francia király hűbérese volt); Franciaországban viszont ekkor még minimális volt a király tekintélye, és az ország inkább csak tartományok laza összessége volt.
Henrik anyja Flandriai Matilda, V. Balduin flamand gróf leánya; anyja révén II. Róbert francia király unokája és I. Henrik unokahúga (Henrik valószínűleg róla kapta a nevét). Vilmosnak és Matildnak négy fia született, közülük Henrik volt a legfiatalabb. Külsőre bátyjaira (Róbertre, Richárdra és Vilmosra) hasonlíthatott, feltehetőleg „alacsony, zömök, hordómellű” és fekete hajú volt. Mivel jóval fiatalabb volt bátyjainál (és Richárd hamar meg is halt), gyermekkorában kevés időt tölthetett velük . Húga, Adela nagyjából vele egykorú volt, lehetséges, hogy együtt nevelkedtek. Gyerekkoráról keveset tudunk, egyes történészek szerint főleg Angliában, mások szerint Normandiában nevelkedett.(a krónikás Orderic Vitalis beszámol arról, hogyan veszett össze Henrik Róbert és Vilmos bátyjaival a normandiai L'Aigle városában, de a mai történészek kételkednek a történet hitelességében). Valószínűleg egyházi neveltetést kapott, nevelője Osmund, Salisbury püspöke és Anglia kancellárja volt; ez arra utalhat, hogy szülei egyházi pályára szánták. Feltehetően tudott latinul olvasni és némileg jártas lehetett a szabad művészetekben. Katonai ismeretekre Robert Achard tanította. Apja 1086. május 24-én lovaggá ütötte Henriket.

### Az örökség, 1087–88

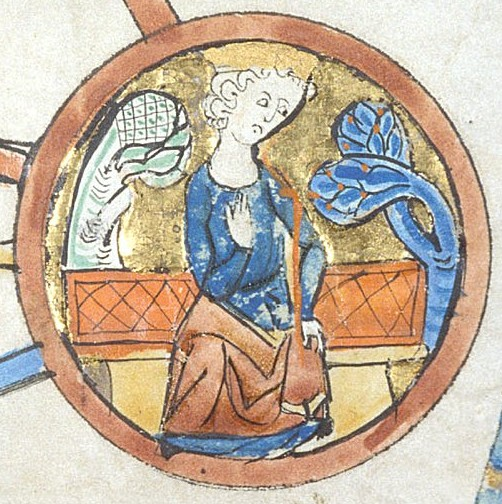
Henrik 13. századi ábrázolása

Vilmos 1087 őszén egy franciaországi hadjárat során súlyos balesetet szenvedett. Henrik Rouenbe sietett, ahol apja ekkor már haldokolt, halálos ágyán ugyanakkor felosztotta címeit és birtokait fiai között. Az örökösödési szabályok ekkor még nem voltak egységesek Nyugat-Európában. Míg Franciaországban a primogenitúra (miszerint a legidősebb fiú örököl mindent), addig Angliában és Normandiában az volt a szokás, hogy a birtokokat szétosztják a fiúk között, úgy hogy a legidősebb kapja a legrégebbi (többnyire legértékesebb) címeket és földeket, a fiatalabbak pedig kisebb birtokokkal kénytelenek beérni.
Vilmos a hagyományt követte, és felosztotta az örökölt Normandiából és a meghódított Angliából álló birodalmát. A legidősebb fiú, Róbert megkapta Normandiát (annak ellenére, hogy fegyverrel fellázadt ellene korábban). Richárd, a második fiú korábban meghalt egy vadászbalesetben, így Anglia koronája Vilmosra szállt. Henrik jelentős pénzösszeget (5 ezer fontot; más forrás szerint 2 ezret) kapott, valamint ő volt az örököse anyjuk szerény buckinghamshire-i és gloucestershire-i birtokainak. Vilmos temetését egy helyi polgár zavarta meg, aki szerint jogtalanul vették el a kolostor (ahol a temetés zajlott) telkét a családjától; Henrik egy megfelelő összeggel kártalanította a tiltakozót.
A két idősebb fivér szinte azonnal összekülönbözött az örökségen. Róbert Angliát is magának követelte, Vilmos viszont átkelt a Csatornán és királlyá koronáztatta magát. Róbert erre elkezdett előkészíteni egy partraszállást; Angliában egyes főurak is támogatták volna. Henrik Normandiában maradt a hercegi udvarban; talán nem akart nyíltan Vilmos pártjára állni, vagy attól tarthatott, hogy Róbert elkobozza örökölt pénzét, ha megpróbál távozni (az ötezer font kb. másfél millió ezüst pénzérmét jelentett, amit nem lehetett észrevétlenül kicsempészni). Vilmos erre elkobozta Henrik angliai birtokait, aki így földönfutóvá vált.
1088-ra kiderült, hogy Róbertnek nincsenek meg a forrásai az invázióra, ezért kölcsönt kért Henrik örökségéből, amit ő visszautasított. Végül Róbert háromezer fontért cserébe létrehozott öccse számára egy grófságot Nyugat-Normandiában. Henrik grófsága a Cotentin-félszigeten feküdt, a cotentini és avrachii püspökségek területén. Befolyást nyert két anglo-normann főúrra, Hugh d'Avranchesre és Richard de Redversre, akiknek normandiai birtokai az ő grófságában voltak. Róbert inváziós hadereje végül el sem hagyta a partot.

### Cotentin grófja, 1088–90

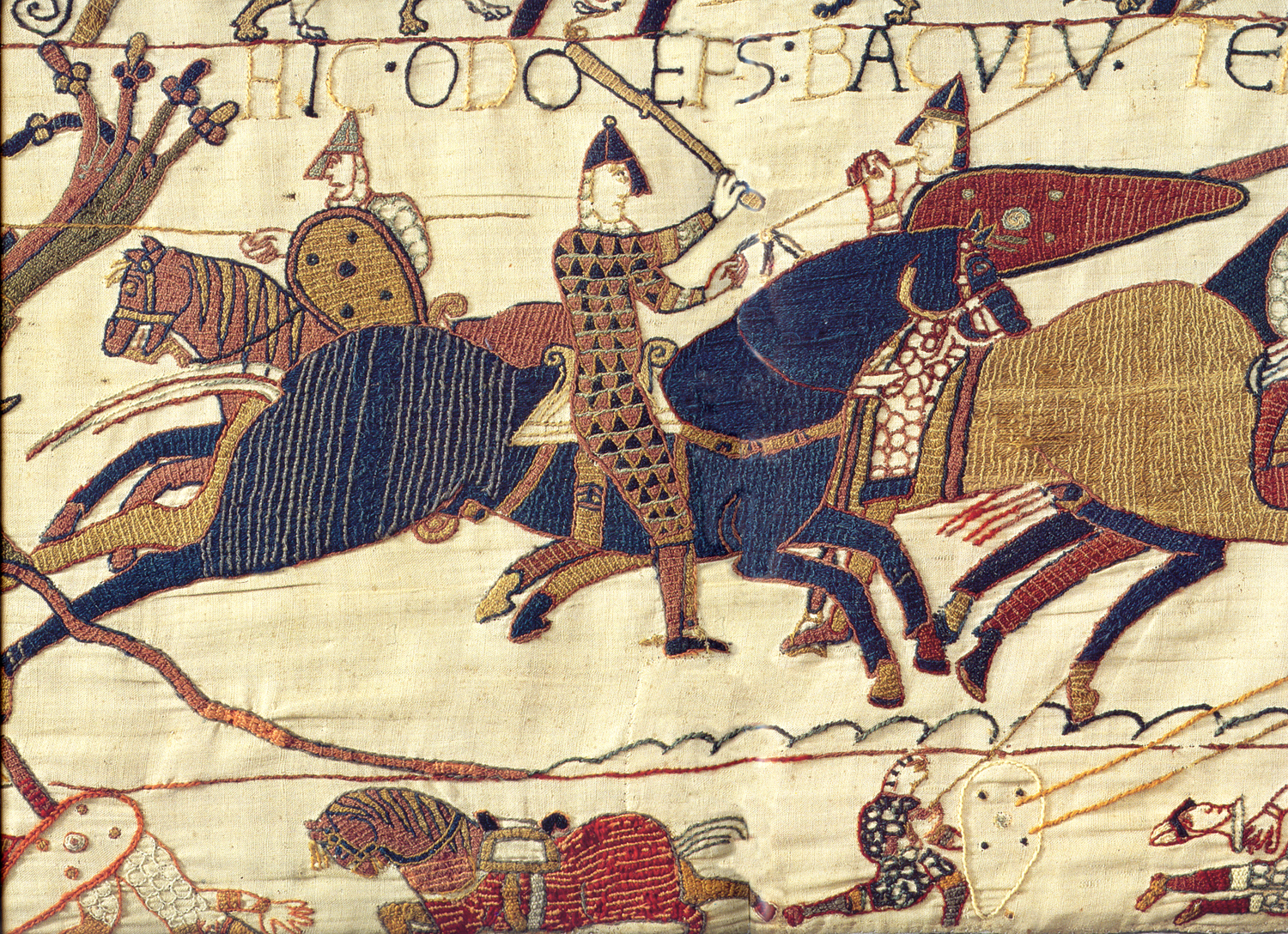
Odo de Bayeux (középen)

Henrik hamar berendezkedett grófságában, és sikerült támogatókat is szereznie. Hívei között volt Roger de Mandeville, Richard de Redvers, Richard d'Avranches, Robert Fitzhamon, valamint Roger salisburyi püspök. Róbert megpróbált visszatáncolni az egyezségtől és visszaszerezni a grófságot, de Henrik ekkorra már eléggé megszilárdította a hatalmát és meg tudta akadályozni bátyja törekvését. Róbert uralma amúgy is eléggé bizonytalan volt, és Henrik grófsága hellyel-közzel függetlenként tudott működni.
A jelek szerint ekkor már sem Róbert, sem Vilmos nem bízott Henrikben. Amikor az angliai felkelés véget ért, Henrik 1088 júliusában Angliába utazott, de nem sikerült Vilmost rábeszélnie, hogy adja vissza neki anyjuk birtokait, így ősszel dolgavégezetlenül tért vissza Normandiába. Időközben azonban a Róbert udvarában élő Odo de Bayeux (apjuk, Vilmos féltestvére) elhitette a herceggel, hogy Henrik azért utazott Angliába, hogy a királlyal összeesküvést szőjön Róbert ellen. Amikor Henrik partra szállt, Odo feltartóztatta és Neuilly-la-Forêtben fogságba vetette. Róbert visszavette a cotentini grófságot. Henrik egész télen fogoly maradt, de 1089 tavaszán a normandiai arisztokraták rávették Róbertet, hogy engedje őt szabadon.
Bár hivatalosan már nem ő volt Cotentin grófja, a nyugat-normandiai nemesek továbbra is Henrik hívei maradtak. Eközben folytatódott a Róbert és Vilmos közötti viszály. Vilmosnak továbbra is gondot jelentettek az uralma elleni lázadások, de közben próbált szövetségeseket keresni Róbert ellen a normandiai és a szomszédos Ponthieu-beli bárók körében. Normandia hercege I. Fülöp francia királlyal kötött szövetséget.
1090 végén Vilmos felbujtotta Conan Pilatus tekintélyes roueni polgárt, hogy lázadjon fel a herceg ellen. Conant a városi polgárság nagy része is támogatta, és sikerült a maga oldalára állítania a herceg helyőrségét is. Róbert a hűbéresei segítségét kérte, Henrik pedig elsőként érkezett Rouenbe. A roueniek nem adták meg magukat, és véres utcai harcok törtek ki a két fél között. Róbert és Henrik kíséretükkel együtt szintén bevetették magukat a küzdelembe, de a herceg aztán visszavonult, öccsére hagyva a harcot. Henriknek sikerült visszaszorítania a lázadókat, és Conant is foglyul ejtette. Henrik felháborodott, hogy egy közrendű polgár az ura ellen lázad, és bár jókora váltságdíjat ajánlottak érte, ledobatta őt a roueni vár fokáról. A korabeli források szerint Henrik igazságosan járt el, amikor példát statuált a lázadókkal, a városi harcokban tanúsított bátorsága pedig növelte hírnevét.

### Testvérviszály, 1091–99

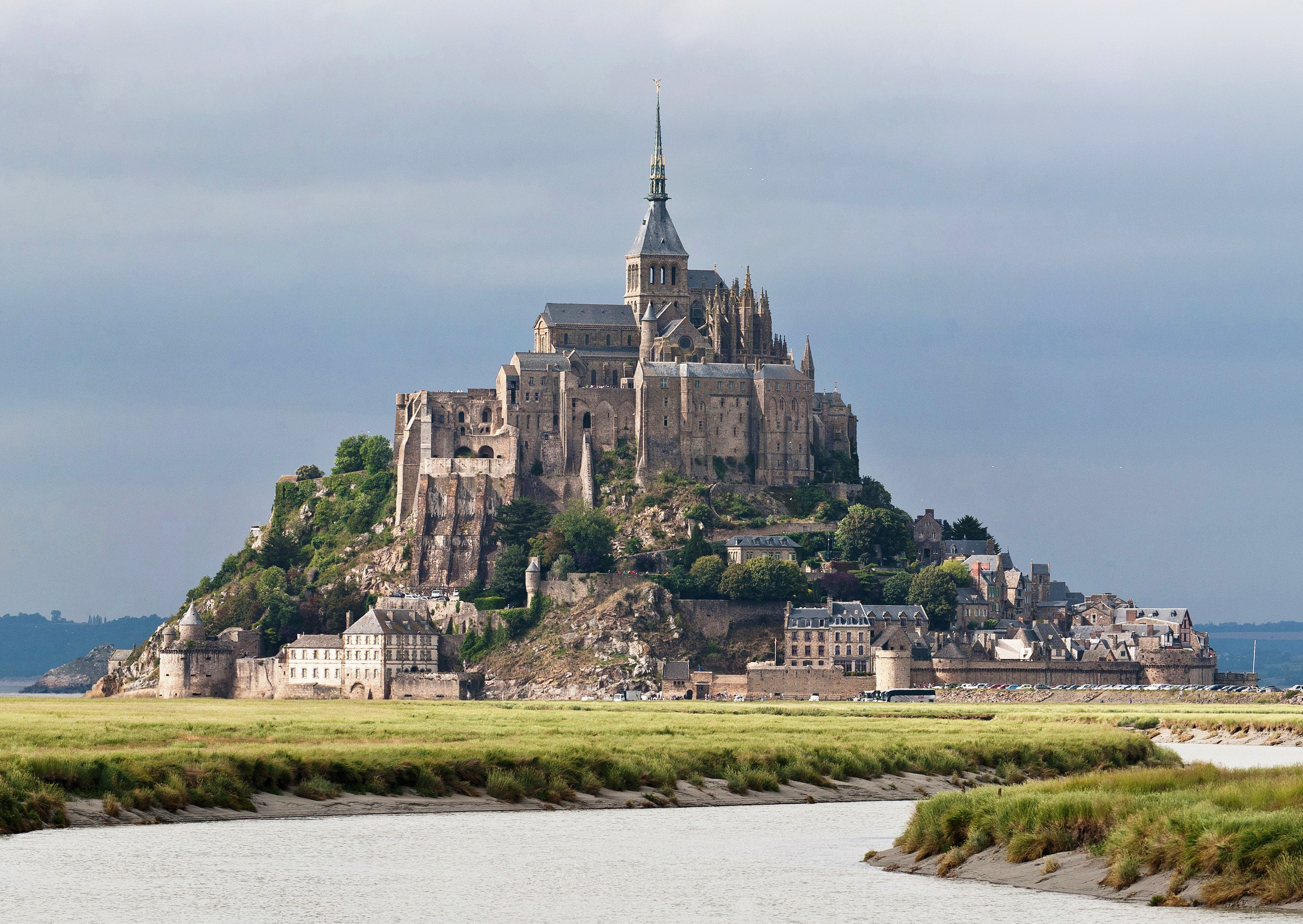
Mont-Saint-Michel apátsága

A felkelés leverése után Róbert elküldte öccsét Rouenből, valószínűleg azért, mert több dicsőséget szerzett a csatában mint ő, és talán Henrik megkérte, hogy adja vissza a grófságát. 1091 elején Vilmos király egy meglehetősen nagy sereggel partra szállt Normandiában, hogy tisztázza a helyzetet Róberttel. A két fivér Rouenben megegyezett egymással, eszerint Vilmos megkapott néhány normandiai birtokot és várat; cserébe megígérte, hogy segít Róbertnek visszaszerezni az apjuk által meghódított, de halála után elvesztett Maine grófságot. Ezenkívül segítséget ígért a hercegnek nem engedelmeskedő vazallusok ellen (ebbe beletartoztak Henrik és hívei). Egymást nevezték meg örökösüknek és kölcsönösen kizárták Henriket, amíg bármelyikük életben van.
Henrik és bátyjai között kitört a háború. Henrik zsoldosokat toborzott, de ahogy az ellenség egyre közeledett, korábbi hívei egymás után pártoltak el tőle. Maradék erőivel a jól védhető Mont-Saint-Michel-i apátságba húzódott, ahol 1091 márciusában ostrom alá vették. A krónikás Malmesburyi Vilmos szerint amikor Henriknek elfogyott az édesvize, Róbert engedélyezte vízkészletek beszállítását, amit Vilmos erősen nehezményezett. Az ostrom pontos lefolyása nem ismert, a történészek vitatkoznak azon, hogy 15 napig vagy hat hétig tartott-e, de a végén Henrik elhagyta az apátságot (talán megadta magát és cserébe elvonulhatott), és előbb Bretagne-ba, majd Franciaországba távozott.
Orderic Vitalis szerint Henrik ezután a normandiai határ mentén fekvő Vexin grófságába menekült, híveinek kis csoportjával együtt. 1091 végére Róbert és Vilmos ismét összekülönbözött, és a roueni megegyezés érvényét vesztette. Henrik és csapata 1092-ben a polgárok hívására bevonult a nyugat-normandiai Domfront városába. A város ura Robert de Bellême volt, a lakosok azonban gyűlölték őt, és Henrik egy vértelen akcióban átvette az uralmat. A következő két év során türelmes munkával növelte befolyását és támogatókat gyűjtött. 1094-re már úgy osztogatott várakat és földeket, mintha ő lenne a herceg. Vilmos eközben pénzzel segítette öccsét és bátorította, hogy intézzen támadásokat Róbert ellen. Az így szerzett összegből Henrik egy erős várat építtetett Domfort-ban.
Vilmos 1094-ben hadseregével átkelt Normandiába, és mikor előrehaladása megállt, Henrik segítségét kérte. Henrik válaszolt is a hívására, azonban már nem a fősereghez vonult, hanem Londonba utazott, mert addigra az angol király feladta az inváziós próbálkozást. A következő években erőt gyűjtött és időnként Angliába látogatott, Vilmos udvarába. 1095-ben II. Orbán pápa meghirdette az első keresztes háborút. Róbert úgy döntött, hogy ő is csatlakozik a hitetlenek elleni harchoz, és az utazáshoz szükséges pénzt Vilmostól kérte; cserébe elzálogosította nála a hercegségét. Henrik és Vilmos ezután is szövetségesek maradtak, a két fivér 1097–1098-ban együtt hadakozott Vexinben.

## Anglia királya, 1100–06

### A korona megszerzése

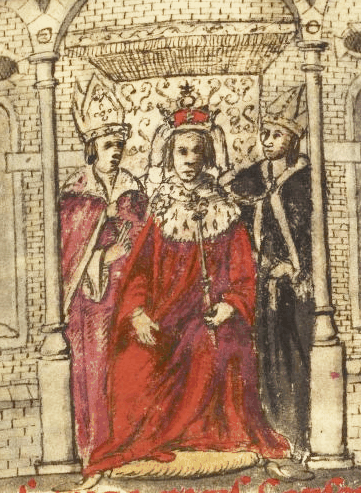
Henrik koronázása (17. századi ábrázolás)

1100. augusztus 2-án Vilmos meghalt. A király vadászni indult az Újerdőbe (New Forest) normann nemesek (köztük Henrik) és vadászok társaságában. Egy – talán Walter Tirel báró által kilőtt – nyíl eltalálta Vilmost, amibe belehalt. A király halálát illetően számos összeesküvés-elmélet látott napvilágot, amelyek lényege, hogy az uralkodó valójában merénylet áldozata lett. A mai történészek többsége szerint ugyanakkor valószínűbb, hogy baleset történhetett. Tirel mindenesetre azonnal elmenekült a helyszínről és Franciaországban keresett menedéket; hogy tényleg ő ölte-e meg a királyt, vagy csak hamisan vádolták és attól tartott, hogy bűnbakot csinálnak belőle, nem tudni.
Henrik nyomban  Winchesterbe lovagolt, ahol az ország legfőbb előkelőivel megvitatta a trón öröklését. William de Breteuil az idősebb Róbert mellett kardoskodott, aki ekkor még külföldön volt, hazatérőben a keresztes háborúból, és akinek Henrik és a bárók nagy része korábban hűségesküt tett. Henrik azzal érvelt, hogy Róberttől eltérően ő már Anglia megkoronázott királyának és királynéjának fiaként született, ezért neki van elsőbbsége (ún. porfirogenitúra). A felfokozott hangulatú vitában végül a Henry de Beaumont és Robert de Meulan által támogatott Henriknek sikerült a maga oldalára állítania az összegyűlt bárókat. Elfoglalta a winchesteri várat és birtokába vette a királyi kincstárat.
1100. augusztus 5-én Henriket sietősen (mindössze három nappal Vilmos halála után) királlyá koronázták a westminsteri apátságban. A koronázó Maurice londoni püspök volt, mivel Anselm canterburyi érseket Vilmos korábban száműzte, az ország másik érseke, a yorki Bayeux-i Tamás északon tartózkodott. A király az angol hagyománynak megfelelően koronázási oklevelet bocsátott ki, amelyben ígéretet tett, hogy nem követi Vilmos egyházellenes politikáját; megígérte, hogy felhagy a bárók birtokainak jogtalan királyi használatával és hogy visszatérnek a Hitvalló Eduárd korában szokásos szelídebb szokásokhoz. Ezenkívül „biztos békét” ígért Angliának.
Henrik gazdagon megjutalmazta korábbi híveit, de igyekezett kiegyezni a korábbi mágnásokkal és királyi tisztségviselőkkel is. Vilmos kancellárját, William Giffardot kinevezte Winchester püspökévé, és a legfontosabb sheriffek, Urse d'Abetot, Haimo Dapifer és Robert Fitzhamon az ő kormányzatában is fontos szerepet játszottak. A népszerűtlen Ranulf Flambard durhami püspököt viszont korrupcióval vádolta és a Towerbe záratta. Vilmos korábban sok egyházi pozíciót betöltetetlenül hagyott és az utánuk járó javadalmat felvette; Henrik szakított ezzel a gyakorlattal és jelölteket állított a püspöki székekbe (akik aztán támogatták uralmát). Az új egyházi tisztségviselőket fel is kellett szentelni, Henrik pedig levelet írt a Franciaországba száműzött Anselm érseknek, amelyben visszahívta Angliába, és elnézését kérte, hogy távollétében történt meg a koronázás.

### Házassága

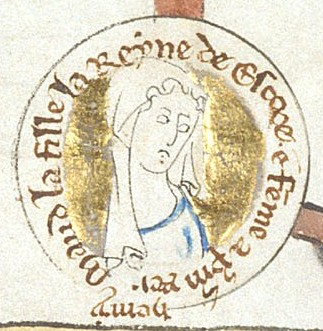
Matild, Henrik első felesége

1100. november 11-én, három hónappal megkoronázása után, a 31 éves Henrik feleségül vette III. Malcolm skót király lányát, Matildot. A korábbi években feltehetően találkozott már vele, Osmund salisburyi püspök mutatta be őket egymásnak. Nyilvánvalóan dinasztikus házasság volt, bár egyes krónikások szerint a házastársak érzelmileg is közel álltak, sőt szerelmesek voltak egymásba. Matild anyai ágról angolszász királyi családból származott (eredeti neve Edit volt), nagybátyja Edgar Ætheling, dédapja Vasbordájú Edmund király volt. A házasság megerősítette Henrik uralmának legitimációját, az ambiciózus Matild pedig egy erős ország királynéja lehetett.
Matild azonban zárdákban nevelkedett és fogadalmat tett, hogy apáca lesz belőle. Miután megkérték a kezét, kérelmet nyújtott be Anselm érsekhez, hogy ennek ellenére engedélyezzék a házasságot. Az érsek egyházi tanácsot hívott össze, amely végül úgy határozott, hogy mivel Matild még nem tette le apácai fogadalmát, férjhez menetelének nincs akadálya. Matilda jó királynénak bizonyult, Henrik távollétében régensként kormányozta az országot, részt vett vagy elnökölt a tanácsüléseken és bőkezűen támogatta a művészeteket. Hamarosan két gyerekük is született, Matild 1102-ben és Vilmos 1103-ban. A krónikás Canterburyi Gervasius szerint volt egy második fiuk is, Richárd, aki azonban korán meghalt. Gyerekei születése után Matild főleg Westminsterben tartózkodott, míg a király Angliát és Normandiát járta.
Henriknek számos szeretője volt, akikkel legalább kilenc fiút és tizenhárom lányt nemzett. Törvénytelen gyerekeit a jelek szerint elismerte, és segítette a felnevelésüket. Általános gyakorlat volt, hogy a nemesurak megházasodásuk előtt prostituáltakat látogatnak vagy ágyasokat tartanak; a királyoktól szinte elvárták, hogy szeretőik legyenek. Henrik kapcsolatainak egy része házassága előttről származott, de voltak szeretői azután is, hogy feleségül vette Matildpt. Viszonyai meglehetősen köztudottak voltak, ágyasai között egyaránt voltak közrendű és nemes nők.

### Az altoni egyezmény, 1101–02

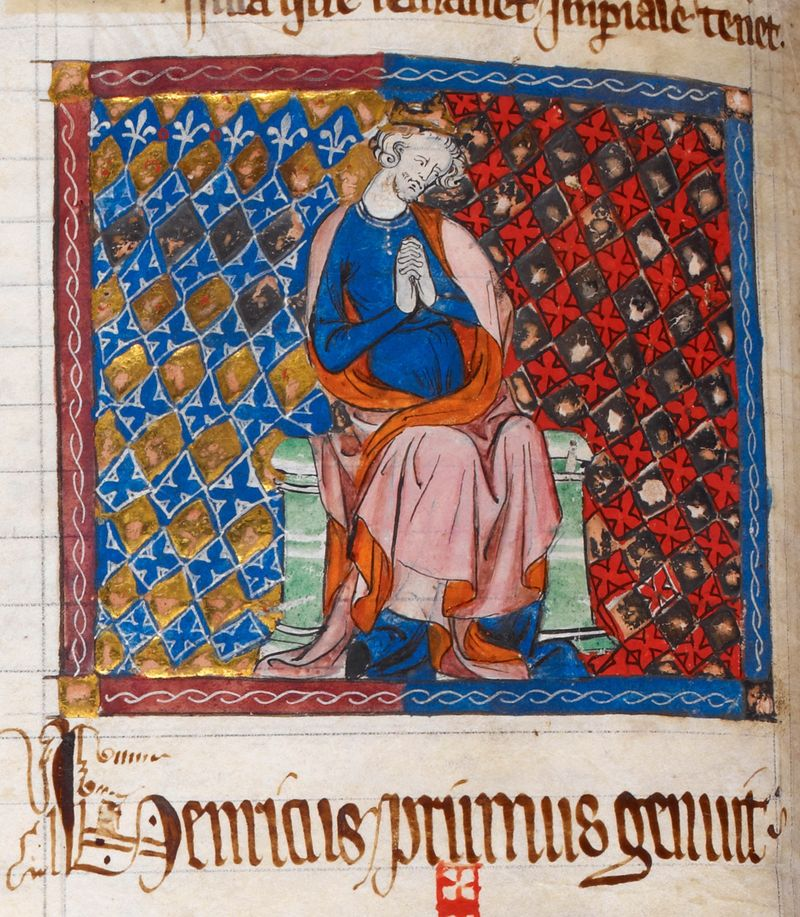
I. Henrik (14. század eleje)

1101 elejére Henrik uralma már biztos alapokon nyugodott, azonban a főnemesség körében sokan titokban még mindig Róbertet támogatták, és alkalomadtán átpártoltak volna hozzá. Flambard püspök februárban megszökött a Towerből és Normandiába menekült Róberthez. Ez is közrejátszhatott abban, hogy Róbert júliusra összegyűjtötte seregét és flottáját, hogy átkeljen Angliába. Henrik erre elkobozta Flambard birtokait, és Anselm érsek segítségével elmozdította püspöki székéből is. Áprilisban és júniusban megújíttatta a nemesség hűségesküjét, de támogatásuk még mindig részleges és bizonytalan volt.
A király Pevensey mellé gyűjtötte össze erőit, ahová a normandiai herceg partraszállását várták. Több bárója nem jelent meg, annak ellenére, hogy Anselm érsek is igyekezett győzködni a bizonytalankodókat. Róbert végül július 20-án Portsmouthnál ért partot meglehetősen szerény, néhány száz fős katonasággal, de a pártját fogó angol bárok hamar csatlakoztak hozzá. A herceg ahelyett, hogy a közeli Winchesterbe indult volna, hogy lefoglalja a királyi kincstárat, megállt, így Henriknek elég ideje volt, hogy utolérje.
A két hadsereg a hampshire-i Altonnál találkozott, de csata helyett tárgyalni kezdtek egymással. A fivéreknek sikerült megegyezniük: Róbert feloldotta Henriket hűbéresküje alól és elismerte Anglia királyaként. Henrik cserébe Domfront kivételével lemondott nyugat-normandiai igényeiről, és megígérte, hogy élete végéig évente kétezer fontot fizet a hercegnek. Kölcsönösen egymást jelölték meg örökösüknek, amennyiben fiúutód nélkül halnának meg, visszaadják a másik felet támogató bárók elkobzott földjeit és Flambard visszakapja püspöki címét. Róbert ezután néhány hónapig Henrikkel maradt Angliában, majd visszatért hercegségébe.
Az altoni egyezésmény ellenére Henrik megbüntette az ellene felkelő bárókat. William de Warenne-t, Surrey grófját olyan bűnökkel vádolta, amelyeket állítólag már a szerződés megkötése után követett el, és száműzte az országból. A következő évben az egyik leghatalmasabb bárót, Robert de Bellême-et vette elő, és 45 különböző jogsértéssel vádolta meg. Robert megszökött és fegyveres felkelést szervezett, mire a király megostromolta arundeli, tickhilli és shrewsburyi várait. Robert végül megtört, elfogadta Henrik száműzési ajánlatát, és Normandiába távozott.

### Normandia meghódítása, 1103–06

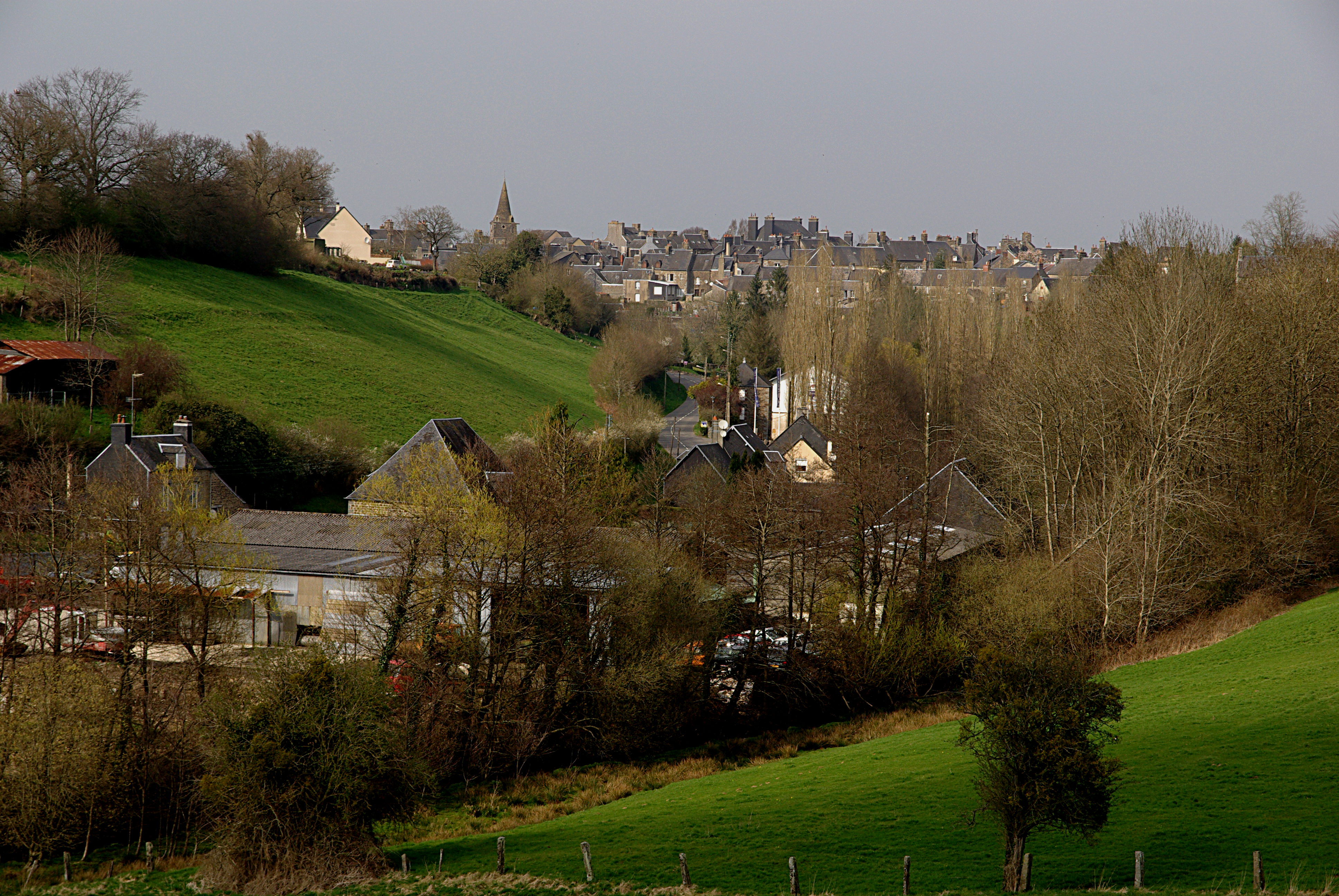
Tinchebray ma

Henrik 1103-ban új normandiai szövetségeseket talált. Egyik törvénytelen lányát, Julianát Eustace de Breteuilhez, egy másikat, Matildot pedig Rotrou de Perche grófhoz adta feleségül. Ezenkívül angliai birtokok osztogatásával és ígéretekkel igyekezett megnyerni a normann arisztokráciát. Róbert herceg igen nehezen boldogult a kormányzással, és 1104-ben kénytelen volt szövetségre lépni Robert de Bellême-mel. Henrik emiatt arra hivatkozott, hogy mivel bátyja lepaktált az ellenségeivel, egyezségük már nem érvényes. Átkelt a Csatornán és Domfrontba ment, ahol találkozott az ő felé húzó bárókkal.
A normandiai helyzet egyre kaotikusabbá vált. 1105-ben a király egyik hívét, Robert Fitzhamont egy lovagokból álló csapat kíséretében átküldte a Csatornán, a jelek szerint azért, hogy provokálják ki a Róberttel való összecsapását. Fitzhamont elfogták, Henrik pedig erre hivatkozva fegyveresen átkelt a hercegségbe, hogy helyreállítsa a rendet. A környező grófságok és a francia király megígérték semlegességüket. Miután Henrik megszállta Nyugat-Normandiát, Bayeux felé vonult, ahol Fitzhamont tartották fogva. A város nem adta meg magát, mire a király megostromolta és felégette. Caen erre megadta magát, így a király Falaise (apja szülőhelyéhez) várához vonult, és némi veszteséggel elfoglalta. Az angolok előrehaladása ezután megállt és a két fivér tárgyalásokba bocsátkozott, de nem sikerült megegyezniük. Karácsonykor Henrik visszatért Angliába.
A következő év júliusában a király ismét normandiai hadjáratba kezdett, de ezúttal döntő csatára törekedett. Ostrom alá vette Tinchebray várát, mire Róbert herceg Robert de Bellême támogatásával Falaise felől odasietett, hogy felmentse az erődöt. Sikertelen tárgyalási kísérletek után valószínűleg szeptember 28-án (a korabeli krónikák alapján nem egyértelmű hogy 27., 28. vagy 29.) lezajlott a tinchebrayi csata. Az ütközet körülbelül egy óráig tartott és Róbert lovasságának rohamával kezdődött. Miután az Elias maine-i gróf és Alan breton herceg vezette tartalék oldalba támadta a normandiai herceg csatasorát, előbb Bellême katonái eredtek futásnak, majd a derékhad is. Róbert fogságba esett, de Bellême-nek sikerült elmenekülnie.
Henrik ezután elfojtotta a maradék ellenállást, az utolsó vár helyőrségét már Róbert szólította fel megadásra. A király ezután Rouenbe vonult, megígérte, hogy megtartja a helyi törvényeket és szokásokat, majd a bárók és a városok hűséget esküdtek neki. A Tinchenbraynél fogságba került nemesek többségét elengedte, de Róbertet és néhány más arisztokratát végleg őrizetben tartott. Róbert hároméves fiát, Vilmost egy normann báró, Helias de Saint-Saens gondjaira bízták. A király kiegyezett Robert de Bellême-mel, aki visszaszolgáltatta a káosz idején elfoglalt hercegi birtokokat és csatlakozott Henrik udvarához. Henrik azonban nem vette fel a Normandia hercege címet, nem volt törvényes indoka megfosztani bátyját a rangjától; csak arra hivatkozott, hogy helyreállította a rendet a törvénytelenségbe süllyedő hercegségben.

## Belpolitika, közigazgatás
Henrik II. Vilmostól örökölte az angol koronát, akinek Skócia és Wales uralkodói hűségesküt tettek. A meghódított Normandia határai bizonytalanok voltak, csakúgy mint az angol-skót határ, amelyet a normann urak fokozatosan toltak észak felé. Ennek ellenére Henrik jó viszonyt ápolt I. Dávid skót királlyal, aki a sógora volt. Walesben hol ígéretekkel, hol fenyegetéssel terjesztette ki befolyását a helyi urak között, miközben az anglo-normann lordok fokozatosan nyomultak előre Dél-Walesben. Normandiát személyes rokonsági, valamint hercegi és egyházi kapcsolatai révén tartotta kézben, de emellett igyekezett a határokat hercegi tulajdonú várakkal is megerősíteni.
Henrik gondosan kiépítette hívei táborát Anglia és Normandia előkelői között, akiket ügyesen manipulált a saját céljai érdekében. Barátjai voltak a különböző politikai frakciókban, táborokban, és rájuk támaszkodva fenntartotta azok egyensúlyát. Híveit jutalmazta, az ellene nyíltan fellépő nemeseket viszont példamutatóan megbüntette. Országában kémek és informátorok hálózatát tartotta fenn, így jól tudta követni az események alakulását. Henrik vaskézzel tartotta össze országát, de módszerei nem különböztek nagyon kortársaiétól. Idővel, ahogy ellenségeit folyamatosan eltávolította a kulcspozíciókból és helyüket szövetségesei foglalták el, nagyobb mozgásteret engedélyezett a főnemeseknek.
Henrik korában a királyi udvar nem volt helyhez kötött. Az udvar és a kormányzat legfontosabb eleme a tanácsadók köre volt, amit domusnak neveztek. Ehhez az okleveleket, hivatalos ügyeket kezelő kancellár, a kincstárnok, a király utazásait, elszállásolását intéző Master-marshal)|udvarmester (master-marshal) és hasonlók tartoztak. A  familia regis („királyi család”), a király barátait, rokonait, közeli híveit foglalta magába, de ehhez tartozott még egy néhány száz fős elit lovagcsapat is. A nagy jelentőségű döntéseket a formális királyi tanács, a főurakból álló curia hozta; ennek ülésein a király koronával a fején elnökölt. Utóbbi összejöveteli az idő múlásával egyre ritkábbá váltak. Henrik számos új kastély és vár építését finanszírozta; fényűző, hivalkodó udvart tartott fenn, és woodstocki palotájában egzotikus állatokból álló állatkertet hozott létre. Az udvarban illő viselkedés, az etikett a korábbiaknál szigorúbbá vált, és a király megtiltotta, hogy az udvaroncok a környező falvakban fosztogassanak, ahogy az elődje idején szokásban volt.
Henrik jelentősen bővítette az igazságszolgáltatás rendszerét. Angliában a hagyományos angolszász törvényekre és adózási szokásokra támaszkodott, de létrehozott néhány, a meglévő rendszert erősítő központi intézményt. Roger salisburyi püspök 1110 után átalakította a királyi kincstárat, hogy hatékonyabban szedje be és ellenőrizze a sheriffek által beszedett adót. Királyi törvényszékek jelentek meg, amelyek körbejártak az országban és sok helyi szokást formális törvényként jegyeztek be. A király jelentős jövedelemre tett szert a különböző bírságokból és díjakból, vámokból is. Az első, fennmaradt ún. „csőtekercs” (Pipe roll) a király kiadásait összegző pergamentekercs Henrik korából, 1130-ból származik. 1107-ben, 1108-ban és 1125-ben pénzreformot hajtott végre, és szigorúan megbüntette a pénzhamisítókat (pl. amikor 1124-ben kiderült, hogy katonáit az előírtnál kisebb súlyú ezüstpennykkel fizették ki, elrendelte, hogy vágják le a hamisítók jobb kezét és nemi szervét).
Henrik Normandiában 1106 után helyreállította a törvényes rendet. Kormányzása a normann hagyományoknak megfelelő, de az angolhoz hasonló igazságszolgáltatási és adószedési rendszeren keresztül történt. A helyi kormányzati intézmények továbbfejlődtek, bár kevésbé látványosan, mint Angliában. A jogi és pénzügyi feladatokat sok esetben viszonylag alacsony származású emberek látták el, akiknek a király szolgálatában esélyük nyílt a felemelkedésre.

### Viszonya az egyházzal

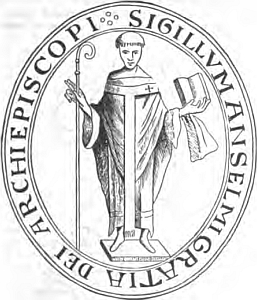
Anselm érseki pecsétje

A király, különösen uralkodása kezdetén széleskörűen együttműködött az egyházzal, annak mind angol, mind normandiai szervezetével. Hódító Vilmos Lanfranc canterburyi érsek segédletével megreformálta az angol egyházat; az érsek közeli barátja és tanácsadója volt. Utódja, II. Vilmos idejében a helyzet alapvetően megváltozott, a király és Anselm érsek viszonya elmérgesedett; a végén az érsek francia száműzetésbe vonult. Henrik apjához hasonlóan szívesen támaszkodott az egyházra, de királyként mégis belebonyolódott az invesztitúraharcokba.
A vita azon folyt, hogy ki nevezze ki a püspököket. A hagyomány szerint ez a király joga volt, de II. Orbán pápa 1099-ben kikelt a gyakorlat ellen. Véleménye szerint a kinevezés a pápa jogosultsága és a püspökök nem esküdhetnek hűséget világi hatalmaknak. Amikor Anselm 1100-ban visszatért Angliába, már ismerte a pápa véleményét, és elmondta Henriknek, hogy eszerint kíván cselekedni. Henrik nehéz helyzetbe került. Egyrészről le kellett volna mondania királyi hatalma egy fontos részletéről, másrészt viszont szüksége volt Anselm támogatására a bátyja elleni küzdelemben.
Az érsek ragaszkodott a pápai dekrétum betűjéhez, míg Henrik hiábavalóan győzködte holmi jövőbeli homályos kompromisszum ígéretével. Viszonyuk hamar elmérgesedett, Anselm ismét száműzetésbe vonult, mire a király elkobozta birtokai jövedelmét. Az érsek kiátkozással fenyegetőzött, de aztán 1105 júliusában sikerült megegyezniük. Különbséget tettek az egyházfik spirituális és világi jogosultságai között; Henrik lemondott az előbbiek fölötti hatalmáról, de mint földbirtokosoknak, a püspököknek továbbra is hűségesküt kellett tenniük. A király és az érsek a vita ellenére együtt tudott működni, például Róbert herceg 1101-es inváziójakor vagy 1102-ben és 1108-ban, amikor fontos reformokat megvalósító tanácsot tartottak.
Anselm utódja, Ralph d'Escures idején egy régóta húzódó vita került ismét felszínre. A két angol érsekség közül a canterburyit tartották elsődlegesnek, és Ralph formális ígéretet várt a yorki érsektől, hogy mindenben engedelmeskedik neki. York szerint nem volt közöttük alá- és fölérendeltség, és nem volt hajlandó ilyen ígéretet tenni. Henrik Canterbury elsődlegességét támogatta, hogy az ország egységes egyházi irányítás alatt maradjon, de a pápa York javára döntött. A vitát tovább bonyolította, hogy a király jó barátságban volt Thurstan yorki érsekkel, és szerette volna, ha az ügyet helyben oldják meg és nem a pápa dönt. Henriknek nagy szüksége volt a pápa támogatására a Lajos francia királlyal szembeni küzdelmében, ezért végül engedélyezte, hogy Thurstan részt vegyen az 1119-es reimsi zsinaton, ahol a pápa anélkül szentelte fel az érseket, hogy bármilyen Canterburyvel szembeni kötelezettséget említett volna. Henrik ezen felháborodott, mert úgy vélte, hogy az események túlmentek azon, amit Thurstan előzőleg ígért neki, ezért száműzte országából az érseket, de a következő évben a főpap visszatérhetett.
Henrik az invesztitúravita megoldása után is beleszólt az angol és normann püspökök és érsekek kiválasztásába, sok hívét nevezték ki egyházmegyék élére. A király és a királyné kancellárjai sorra Durham, Hereford, London, Lincoln, Winchester és Salisbury püspöki székeibe ülhettek. Egyházi tanácsadói közé nemcsak a canterburyi érsek tartozott (mint apja idejében) hanem más főpapok is, elsősorban Roger salisburyi püspök. Rajtuk keresztül, ha óvatosan is, de érvényesíteni tudta akaratát. A helyzet 1125 után némileg megváltozott, amikor a püspöki karba reformista nézeteket valló papok is bekerültek.

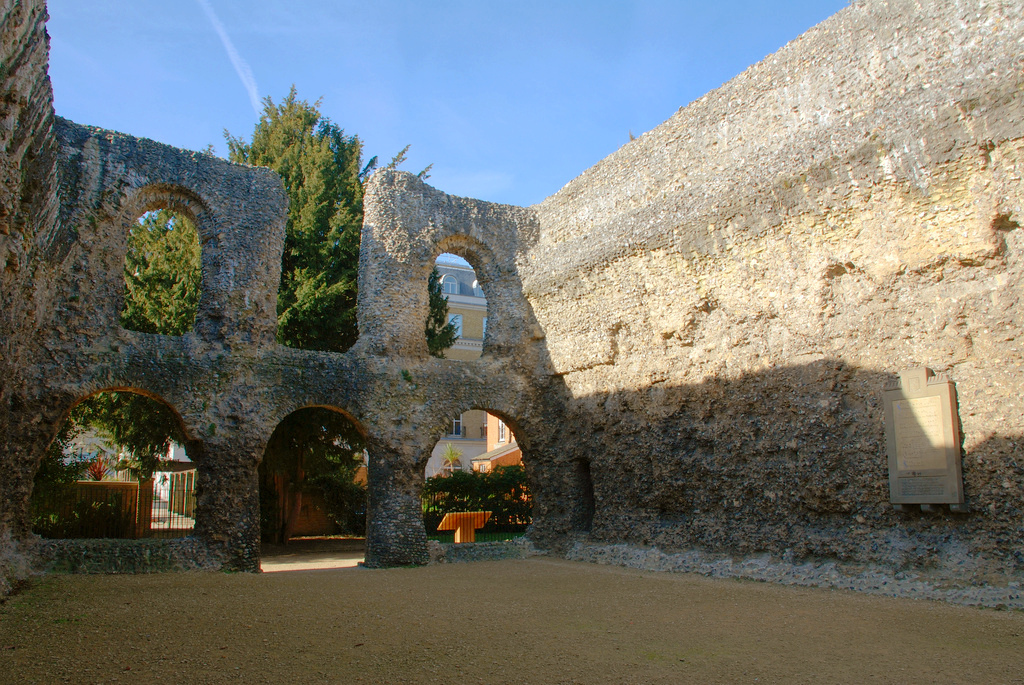
A readingi apátság romjai

A többi korabeli uralkodóhoz hasonlóan Henrik is adakozott az egyháznak és anyagilag támogatott különböző vallásos közösségeket, de az akkori krónikások mégsem tartották különösebben jámbor vagy istenfélő királynak. Valamennyire mindig is vallásos ember volt, de idős korában sokkal inkább törődött lelki életével. A fordulópontot feltehetően fia 1120-as halála, valamint lánya házasságának 1129-es válsága jelentette.
Henrik támogatta az egyház reformját és az ezt elősegíteni kívánó személyeket és csoportokat. Jelentős adományokat tett a clunyi apátságnak, 1120 után pedig az annak alapján szerveződő readingi kolostornak. A readingi apátság építése 1121-ben kezdődött meg, amelyet bőséges birtokadományokkal és kiváltságokkal látott el. Adományokat tett leprakórházak építésére, női zárdákat bővíttetett ki, és bőkezűen adakozott a savignyi és tironi karizmatikus rendeknek. Gyűjtötte a szentek relikviáit, 1118-ban azért küldött követséget Konstantinápolyba, hogy ereklyéket vásároljanak, amelyek egy részét aztán Readingnek adományozta.

## Későbbi uralma, 1107–35

### Külpolitika, 1108–14
1108 után Normandia külpolitikai helyzete egyre problematikusabbá vált. Miután VI. Lajos a francia trónra került, elkezdte megerősíteni a központi hatalmat. A Normandiai Hercegség formálisan Franciaországhoz tartozott, és Lajos azt követelte Henriktől, hogy esküdjön neki hűséget, valamint hogy két, vitatott hovatartozású határvárba semleges helyőrséget telepítsenek. Henrik ezt megtagadta, mire a francia király mozgósította haderejét. A két király némi vita után fegyverszünetet kötött és a háború veszélye ideiglenesen elhárult, de a problémát nem oldották meg. 1109-ben a szomszédos Anjou grófság élére V. Fulkó került, aki igyekezett kiterjeszteni családja hatalmát. Fulkó Maine grófságban is örökölt néhány birtokot, de nem volt hajlandó elismerni Henriket hűbérurának (aki Maine urának tartotta magát), és Lajosnál keresett szövetséget. Szövetségükhöz egy rövid időre II. Róbert flandriai gróf is csatlakozott, bár ő 1111-ben meghalt.

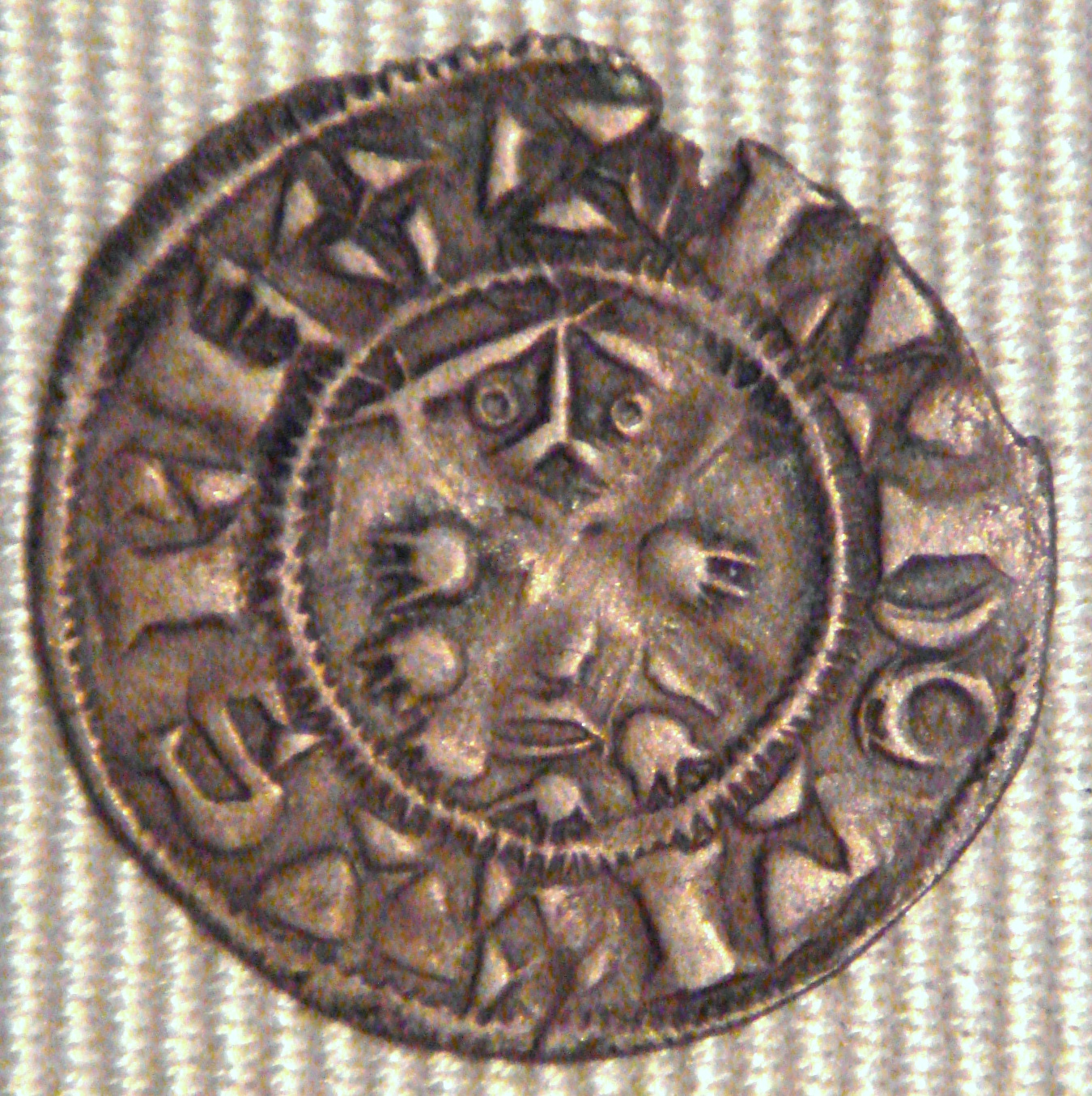
VI. Lajos király ezüst denierje

1108-ban Henrik eljegyezte nyolcéves Matild lányát V. Henrik német királlyal (leendő német-római császárral). A leendő házasság növelte az angol uralkodó nemzetközi tekintélyét, V. Henriknek pedig jól jött a tízezer márkát (6666 fontot) kitevő hozomány, amivel finanszírozni tudta itáliai hadjáratát. A hozomány előteremtésére különadót vetettek ki Angliában. Matildot 1110-ben német királynévá koronázták.
A francia és Anjou-fenyegetés miatt Henrik támogatókat gyűjtött a környező grófságokban. Egyes, megbízhatatlannak ítélt normann bárókat elfogatott és elkobozta földjeiket, amiket aztán potenciális szövetségeseknek adományozott, elsősorban Maine-ben. 1110 körül megpróbálta elfogatni Róbert fiát, Clito Vilmost, de nevelői időben Flandriába menekítették. Körülbelül ekkortól Henrik elkezdte használni a Normandia hercege címet. Robert de Bellême ismét Henrik ellen fordult és amikor 1112-ben a francia király követeként megjelent Henrik udvarában, fogságba vetették.
1111–1113-ban felkelések törtek ki mind Franciaországban, mind Anjouban. Henrik Normandiába utazott, hogy megsegítse unokaöccsét, Theobald blosi-i grófot, aki fellázadt a francia király ellen. Hogy izolálja veszélyesebb ellenfelét, Lajost, Henrik eljegyezte örökösét, Vilmost Fulkó lányával, Matilddal. Saját, Matild nevű törvénytelen lányát Conan breton herceghez adta feleségül, így bebiztosította magát két szomszédja felől. Lajos kénytelen volt visszakozni; 1113-ban kiegyezett Henrikkel, átadta neki a vitatott várakat és elismerte őt Maine, Bellême és Bretagne hűbérurának.
Eközben Walesben visszaszorulóban volt az angol befolyás. Henrik még 1108-ban hadjáratot vezetett Dél-Walesbe, és Pembroke környékére flamandokat telepített. 1114-re egymást követték a normann urak elleni támadások, Közép-Walesben Owain ap Cadwgan powysi herceg megvakíttatta egyik politikai túszát, északon pedig Gwynedd királya, Gruffudd ap Cynan már Chester grófját fenyegette. Henrik háromfelé osztotta a seregét; déli szárnyát Gilbert Fitz Richard báró, az északit Sándor skót király, a középsőt pedig maga vezette. Owain és Gruffudd békét kért, Henrik pedig mindkét félnek megfelelő módon megegyezett velük. A király ezután saját jelöltjeit állította a walesi határvidék védelmére, és megerősítette a helyőrségeket is.

### Lázadás Normandiában, 1115–20

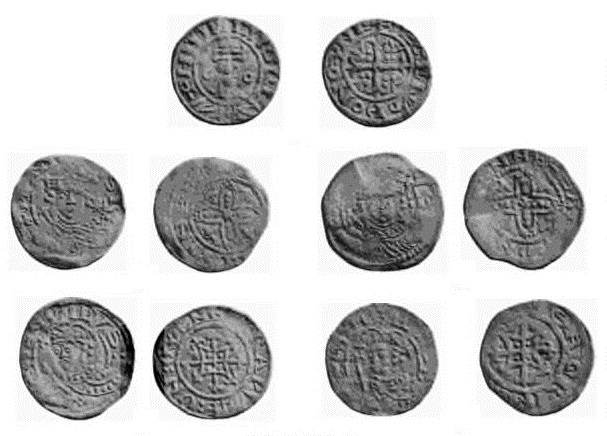
I. Henrik ezüst pennyjei

1115-ben Henrik tárgyalásokat kezdeményezett Lajossal, hogy az ismerje el fiát és örökösét, Vilmos Adelint Normandia hercegéül, aki cserébe hűséget esküdött volna a francia uralkodónak. Hiába ajánlott azonban jelentős pénzösszeget, Lajos végül – a flandrai Balduin gróf szorgalmazására – Clito Vilmost ismerte el Normandia jogos örökösének.
Henrik ezután fegyverrel sietett Blois-i Theobald megsegítésére, aki hadban állt a francia királlyal. 1116-ban Henrik és Lajos kölcsönösen feldúlták egymás határközeli városait, de miután Flandria és Anjou is Normandiára támadt, Henrik védekezésbe szorult. Amaury de Montfort évreux-i gróf és más normann bárók fellázadtak a király ellen, és kiderült, hogy a saját udvarában is összeesküvést szőttek a meggyilkolására. Henrik felesége 1118-ban meghalt, de a normandiai helyzet olyan szorongató volt, hogy Henrik még Matild temetésére sem tudott visszatérni Angliába.
A király támadásokat intézett a lázadó bárók birtokai ellen és megerősítette szövetségét Theobalddal. Helyzetét némileg enyhítette, hogy Balduin 1118 szeptemberében meghalt, így Flandria felől nem kellett támadásra számítania. Amikor azonban megpróbálta leverni Alençon városában fellángoló lázadást, a felkelők segítségére siető Anjou-erők visszaverték. Veresége miatt még többen csatlakoztak a lázadókhoz, sőt 1119 elején saját lánya, Juliana és veje, Eustace de Breteuil is ellene fordult. Eustace Ivry-la-Bataille várát követelte tőle, amit Henrik oda is ígért neki, és jóakarata jeléül túszokat cseréltek: Eustace és Juliana lányait a várparancsnok fiával cserélték ki. Orderic Vitalis szerint ezután Eustace megvakíttatta a fiút, mire Henrik parancsot adott a lányok (saját unokái) megvakítására és megcsonkítására. A király ezután megostromolta és elfoglalta Breteuil városát, eközben Juliana egy számszeríjjal rálőtt az apjára. A házaspár elmenekült, de Henrik elkobozta szinte valamennyi normandiai birtokukat.
1119 májusában sikerült kiegyeznie Fulkóval, Anjou grófjával. Henrik nagy összeget fizetett neki, és végre sor került gyerekeik korábban kezdeményezett házasságára is. Fulkó ezután a Szentföldre utazott, Maine-t pedig Henrik gondjaira bízta. Henrik ellenségei közül így már csak Lajos király maradt. 1119 nyarán Vexinbe vonult a hadseregével, ahol találkozott a francia király hadával. Az összecsapás előtt Henrik leszállította lovagjaikat a hátasaikról és többsoros csatarendbe állította őket. A francia lovagok lóháton rohamoztak és át is törték az első angol-normann sort, de a második már feltartóztatta őket, és hamarosan körbe lettek zárva. A kézitusában Henrik is kapott egy kardcsapást, de páncélja megvédte. Lajos és Clito Vilmos elmenekült, Henrik pedig diadalmasan vonult be Rouenbe.
A győztes csata ellenére a háború egyik fél javára sem látszott eldőlni, és októberben Lajos II. Kallixtusz pápa elé vitte Normandia örökösödésének ügyét. A pápa azonban nem volt hajlandó döntést hozni, és arra buzdította a két uralkodót, hogy igyekezzenek békét kötni. 1120 júniusában Henrik és Lajos az angol érdekeknek megfelelő egyezséget kötött: a francia király elismerte Vilmos Adelint normandiai hercegnek, aki hűbéresküt tett Lajosnak.

### Örökösödési válság, 1120–23

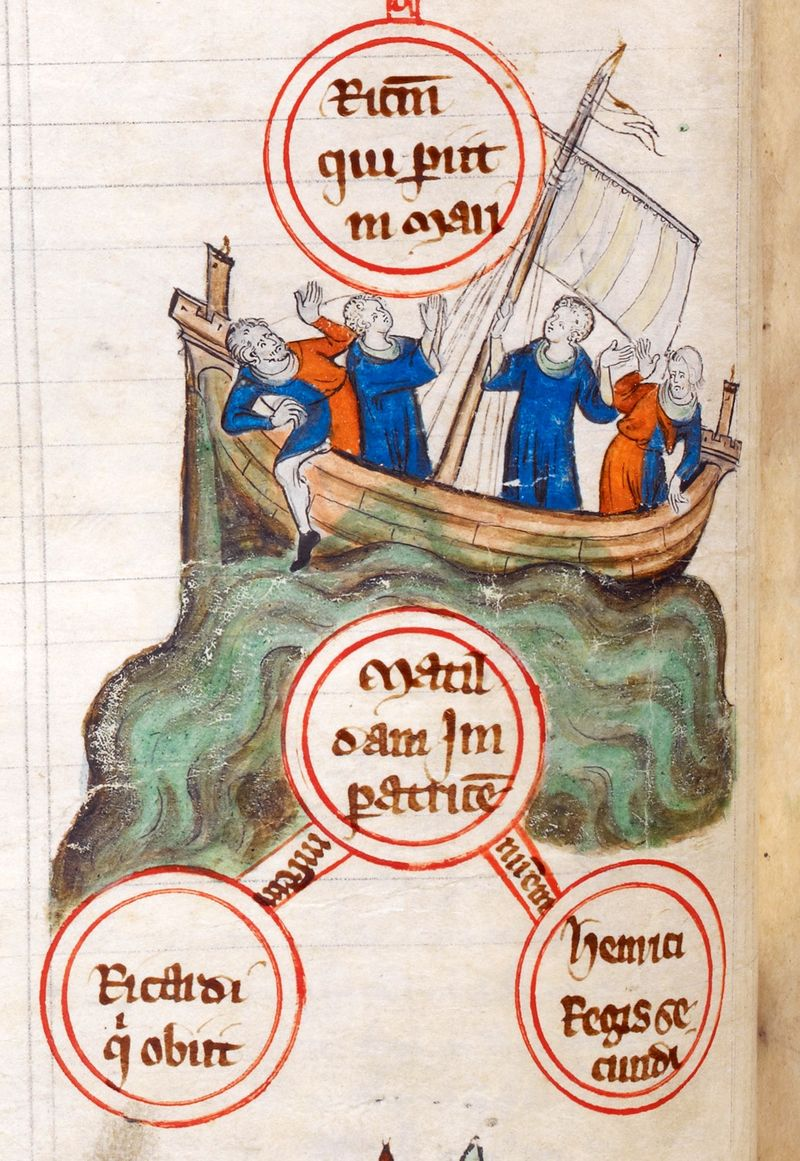
A Fehér hajó elsüllyedése (14. századi rajz)

1120. november 25-én Anglia és Normandia elrendezettnek tűnő örökösödési terve egy csapásra összeomlott. Henrik és néhány gyereke vissza akart térni Angliába. A király egyetlen törvényes fia, Vilmos Adelin, valamint a balkézről született Richárd és Matild számos fiatal udvaronc kíséretében a White Ship („Fehér hajó”) nevű hajón futott ki Barfleur kikötőjéből. Nemcsak az utasok voltak részegek, de a legénység is, és nem sokkal a kikötő elhagyása után egy víz alatti sziklának ütköztek. A hajó elsüllyedt, és háromszáz utasa (egy roueni mészáros kivételével) odaveszett. Az udvarban sokáig nem is merték elmondani a királynak a katasztrófát, és amikor Henrik végül hírt kapott róla, összeomlott.
A szerencsétlenség megfosztotta a királyt törvényes örökösétől. Az 53 éves Henrik röviddel később bejelentette, hogy feleségül veszi Godfrey löweni gróf lányát, a tőle 35 évvel fiatalabb Adelizát. Az esküvőre 1121 januárjában került sor a windsori kastélyban. Mivel alig másfél hónap telt el fia halála és az esküvő között, Henrik valószínűleg már korábban tervezte, hogy feleségül veszi a lányt. Fiatal felesége, akinek a jelek szerint nem volt ellenére a házasság, minden útjára elkísérte Henriket, feltehetően azért, hogy mielőbb örököst szülhessen neki. A hajótörésben Richárd chesteri gróf is odaveszett, és Maredudd ap Bleddyn gwyneddi király kihasználta az alkalmat, hogy betörjön a grófságba. Henrik 1121 nyarán maga vezette a megtorló sereget, és bár egy nyíl eltalálta, helyreállította az angol fennhatóságot a régióban.
Fia halálával megroppant az Anjouval kötött, Vilmos Adelin és Matild házasságára alapozott szövetség. Fulkó hazatért a Szentföldről és visszakövetelte Matild hozományát, amelybe egy sor Maine-beli erődítmény és földbirtok tartozott. Matild visszatért apjához, Henrik viszont nem adta vissza a hozományát, arra hivatkozva, hogy azok eredetileg az övéi voltak, mielőtt Fulkóhoz kerültek volna. Fulkó erre a másik lányát, Szibillát Clito Vilmoshoz adta feleségül és nekik adományozta Maine-t. A fellángoló konfliktusban Amaury de Montfort évreuxi gróf Anjou pártjára állt, és 1123-ban fellázította a határvidéki bárókat. Olyan főurak is a támogatták a lázadását, mint Waleran de Beaumont, Worcester earlje.
1123 végén Henrik maga vonult a lázadó bárók ellen és néhány erőd megostromlása után Normandiában telelt. Tavasszal a király egyik parancsnoka, Ranulf le Meschin kémei jelentették a lázadók vonulásának útvonalát. Rougemontiers előtt sikerült csapdát állítania nekik, és a csatában elfogta Waleran de Beaumont-t; Amaurynak azonban sikerült elmenekülnie. Henrik ezután felszámolta a maradék ellenállást, a lázadók egyes vezetőit pedig megvakíttatta (amit akkor humánus megoldásnak tartottak, mert az alternatíva a kivégzés volt). A király ezután nagy összeg kifizetése ellenében elérte, hogy a pápa közeli rokonságra hivatkozva érvénytelenítse Clito Vilmos és Szibilla házasságát (az egyház elvben tiltotta a hetedrangúnál közelebbi vérrokonok házasságát). Az arisztokrácia jelentős része ennél közelebbi rokona volt egymásnak; a szabályt inkább csak akkor alkalmazták, ha kényelmetlen házasságokat kellett megszüntetni)

### Örökösödési tervek, 1124–34
Henriknek és Adelizának nem született gyereke. Az angol és normandiai trón legesélyesebb örököse valamelyik unokaöccse lehetett. A magától értetődő választás Clito Vilmos lett volna, aki azonban Henrik ellensége volt. Szóba jöhettek még Henrik húgának, Adélnak a blois-i gróftól született fiai, István és Theobald. Talán ezt fontolgatta Henrik, amikor Istvánt összeházasította a gazdag Boulogne-i Matilddal. További lehetőségként felmerült legidősebb törvénytelen fia, Róbert gloucesteri gróf örökösödése, de az angol hagyományok ezt nem engedték volna.
Henrik tervei 1125-ben megváltoztak, amikor Matild lánya V. Henrik német-római császár halálával megözvegyült. Hazahívta a lányát, és a következő évben kihirdette, hogy hacsak nem születik törvényes fiúörököse, Matild fogja örökölni a trónt. 1126 karácsonyán összehívta Winchesterbe a főurakat, ahol azok megesküdtek, hogy elismerik Matildot és esetleges utódait jogos örökösnek. Ebben a korban szokatlan volt egy női uralkodó, Anglián belül sokan ellenezték, és a francia király is kijelentette, hogy nem hajlandó őt elismerni.
1127-ben újabb konfliktus tört ki, miután a gyermektelen I. Károly flandriai grófot meggyilkolták. Lajos király hatására a flamand urak Clito Vilmost választották a gazdag grófság élére. Henrik megpróbálta destabilizálni Flandriát, segítséget nyújtott unokaöccse riválisainak, 1128-ban pedig betört Franciaországba, hogy Lajosnak ne legyen lehetősége támogatni Vilmost. Vilmos azonban júliusban váratlanul meghalt, ezáltal megszűnt a Flandria felől fenyegető veszély és Henrik normandiai ellenzéke is elvesztette a lehetséges alternatív uralkodójelöltet. Franciaországgal békét kötöttek, és a király kiengedte a börtönből a korábbi felkelés vezéreit, köztük Waleran de Meulant, akit visszafogadott az udvarába.
Henrik ezután felújította Anjouval kötött szövetségét, ezúttal az özvegy Matild kötött házasságot Fulkó legidősebb fiával, Geoffroyjal. Nem tudni, hogy Henriknek volt-e olyan szándéka, hogy Geoffroy a jövőben Anglia vagy Normandia uralkodója legyen; lehetséges hogy szándékosan tartotta bizonytalanságban a vejét. Hasonlóképpen, bár Matild hozományába több normandiai vár tartozott, nem határozta meg, hogy mikor kerül a házaspár tényleges tulajdonába. 1129-ben Fulkó végleg visszatért Jeruzsálembe (ahol királlyá választották), Anjout és Maine-t pedig a fiára hagyta. A házasság nem bizonyult boldognak, a felek sokat veszekedtek, többek között a hozománybeli várak tulajdonjogán. Matild még abban az évben visszatért apjához, de 1131-ben kibékültek. Henrik nagy örömére Matild 1133-ban és 1134-ben két fiút szült, Henriket és Geoffroyt.

## Halála

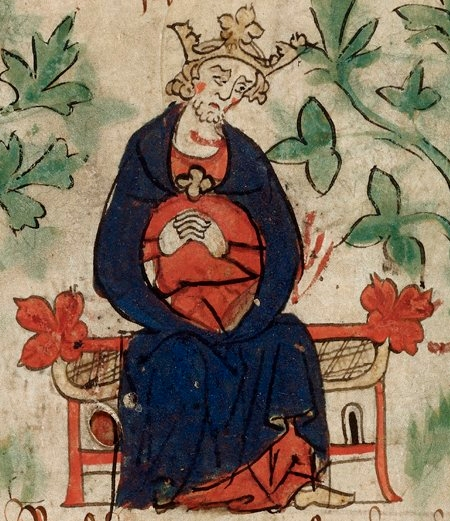
A fiát gyászoló Henrik (14. század)

A király életének utolsó éveiben egyre feszültebbé vált viszonya Matilddal és Geoffroyjal. A házaspár gyanította, hogy Angliában nincs túl sok valódi támogatójuk. 1135-ben kérték Henriket, hogy még életében adja át a normandiai királyi várakat nekik és eskesse fel rájuk a nemességet, hogy az örökösödés biztosabb legyen. Henrik azonban határozottan visszautasította a kérést, feltehetően attól tartott, hogy Geoffroy el akarja tőle ragadni a hercegséget. Ezután Normandia déli részén fellázadt Guillaume de Ponthieu gróf, akit Matild és Geoffroy megsegített.
Henrik 1135 őszén hadjáratot vezetett a déli felkelés leverésére. Novemberben Lyons-la-Forêt-ba ment vadászni; ekkor még egészségesnek látszott. Itt megbetegedett (Huntingdoni Henrik szerint azért, mert orvosa tanácsa ellenére orsóhalat evett), és állapota egy hét alatt válságosra fordult. Henrik megáldozott és magához hívta Hugó amiens-i érseket. Halálos ágyánál megjelent Róbert fia. A király 1135. december 1-jén halt meg. Holttestét Rouenbe vitték, ahol bebalzsamozták. Belső szerveit Port-du-Salut apátságában temették el, tartósított testét pedig Angliába vitték, és az általa alapított readingi kolostorban helyezték el.
A korábbi előkészületek ellenére az örökösödés bizonytalan volt. Geoffrey és Matild Henrik halálakor Anjouban voltak, ahonnan a lázadókat támogatták. A szembenálló királyi seregben olyan nemesek is tartózkodtak, akik Matild utódlását részesítették volna előnyben, ilyen volt Henrik törvénytelen fia, Róbert is. Ezek a bárók azonban esküt tettek, hogy a király temetéséig Normandiában maradtak, így nem értek időben Angliába. A normann főnemesség Blois-i Theobaldot szerette volna királynak, de a fiatalabb Blois-i István lovagjaival együtt gyorsan átkelt a Csatornán, és öccse, Henrik segítségével átvette a hatalmat; december 22-én királlyá koronáztatta magát. Matild azonban nem mondott le jogairól, és hosszú, egészen 1153-ig tartó polgárháború következett, ezt a kort az angol történetírás Anarchia néven ismeri.
A késő középkori krónikások a Henrik tanulmányairól szóló korabeli leírásokat úgy interpretálták, hogy szokatlanul nagy műveltséggel rendelkezett, és a királyt a „Beauclerc” (kb. tudós, könyves) melléknévvel látták el. A 20. századi kutatások alapján kiderült, hogy ez túlzásokon alapul, Henrik nem igazán volt „tudós”.
A 16. században a többi kolostorral együtt a readingit is felszámolták, és épületei lassanként romba dőltek. Henrik sírjának helye nem ismert, bár 2015-ben az English Heritage támogatásával program indult megtalálására.

## Családja

### Törvényes gyermekei
Henriknek és első feleségének, Skóciai Matildnak két (vagy három) gyereke született:
- Matild (1102–1167)
- Vilmos Adelin (1103–1120)
- Richárd (fiatalon meghalt, ha létezett egyáltalán)

Második feleségétől, Adelizától nem volt gyermeke.

### Házasságon kívüli gyermekei
Henriknek számos törvénytelen gyereke volt szeretőitől és ágyasaitól.

#### Fiúk
1. Robert of Gloucester
2. Richard of Lincoln, anyja neve Ansfride
3. Reginald de Dunstanville cornwalli grófi, anyja neve Sibyl Corbet
4. Robert FitzEdith, anyja neve Ede
5. Gilbert FitzRoy
6. William de Tracy
7. Henry FitzRoy, anyja neve Nest ferch Rhys
8. Fulk FitzRoy, anyja neve Ansfride
9. William, Sybilla (és talán Reginald de Dustanville) testvére

#### Lányok
1. Matild FitzRoy, Perche grófnéja
2. Matild FitzRoy, Bretagne hercegnéje
3. Juliane de Fontevrault, Eustace de Breteuil felesége, anyja neve Ansfrida
4. Mabel
5. Constance, Beaumont-sur-Sarthe vikomtnéja
6. Alice FitzRoy
7. Isabel, anyja Isabel de Beaumont pembroke-i grófné
8. Sybilla, skót királyné
9. Matild FitzRoy, Montvilliers apátnője
10. Gundrada de Dunstanville
11. (talán) Rohese
12. Emma
13. Adeliza
14. Fergus of Galloway felesége
15. (talán) Falaise-i Sibyl

## Fordítás
- Ez a szócikk részben vagy egészben  a   Henry I of England című angol Wikipédia-szócikk ezen változatának fordításán alapul.  Az eredeti cikk szerkesztőit annak laptörténete sorolja fel. Ez a jelzés csupán a megfogalmazás eredetét és a szerzői jogokat jelzi, nem szolgál a cikkben szereplő információk forrásmegjelöléseként.